# Església de Sant Joan Baptista (Riga)
L'Església de Sant Joan Baptista (en letó: Sveta Jāņa Priekšteča pareizticīgo Baznica) és una Església Ortodoxa a la ciutat de Riga capital de Letònia, està situada al carrer Kalna, 21. És l'església del Cementiri Sant Joan 

## Història
L'any 1866 en el cementiri va ser construït una capella de fusta dedicada a Sant Joan Baptista. Des del principi, tanmateix, era massa petita per servir plenament les necessitats de la comunitat ortodoxa al districte de Riga, i hi havia necessitat de construir un nou temple més gran, així es va planejar una nova edificació en maó l'any 1882, però finalment es va creure més prudent el trasllat de l'església ja existent en fusta de Tots Sants, malgrat existir controvèrsies, es va efectuar el trasllat i la unió amb l'antiga capella, també de fusta, de Sant Joan Baptista i l'11 de setembre de 1883 es va consagrar l'església. La construcció d'un nou edifici en maó es creu que va ser prop de l'any 1893 per uns documents existents de dissenys sobre l'església, la qual es va consagrar a la tardor de l'any 1929.